# Sakaraha
Sakaraha är en ort i Madagaskar.   Den ligger i regionen Atsimo-Andrefanaregionen, i den sydvästra delen av landet, 500 km sydväst om huvudstaden Antananarivo. Sakaraha ligger 480 meter över havet och antalet invånare är 21 826.
Terrängen runt Sakaraha är huvudsakligen platt, men åt sydost är den kuperad. Runt Sakaraha är det mycket glesbefolkat, med 7 invånare per kvadratkilometer. Det finns inga andra samhällen i närheten. Omgivningarna runt Sakaraha är huvudsakligen savann.